# Антоново (Новосибірська область)
Антоново (рос. Антоново) — присілок у Ординському районі Новосибірської області Російської Федерації.
Входить до складу муніципального утворення Спирінська сільрада. Населення становить 182 особи (2010).

## Історія
Згідно із законом від 2 червня 2004 року органом місцевого самоврядування є Спирінська сільрада.

## Населення
| 2002 | 2007 | 2010 |
| ---- | ---- | ---- |
| 224  | ↘204 | ↘182 |